# Iglesia de Santiago Apóstol (Apricano)
La iglesia de Santiago Apóstol es un edificio situado en el concejo español de Apricano, en la provincia de Álava.

## Descripción
El edificio se encuentra en el concejo español de Apricano, del municipio de Cuartango, perteneciente a la provincia de Álava, en la comunidad autónoma del País Vasco. Se menciona como iglesia parroquial del lugar en el segundo volumen del Diccionario geográfico-estadístico-histórico de España y sus posesiones de Ultramar de Pascual Madoz, donde aparece descrita con las siguientes palabras: «una igl. parr. (Santiago Apóstol) servida por un cura beneficiado con titulo de perpetuo». En el tomo de la Geografía general del País Vasco-Navarro dedicado a Álava y escrito por Vicente Vera y López, se dice lo siguiente: «Su parroquia es de categoría rural de segunda, tiene dos anejas, pertenece al arciprestazgo de Cuartango y está dedicada á Santiago».